# Рауль Арельяно
Рауль Васкес Арельяно Вільєгас (ісп. Raúl Vasquez Arellano Villegas; 28 лютого 1935 — 12 жовтня 1997) — мексиканський футболіст, що грав на позиції нападника, зокрема, за клуб «Гвадалахара», а також національну збірну Мексики.
Переможець Ліги чемпіонів КОНКАКАФ. Шестиразовий чемпіон Мексики. Пятиразовий володар Суперкубка Мексики. Володар кубка Мексики.

## Клубна кар'єра
У футболі дебютував 1953 року виступами за команду «Гвадалахара», кольори якої захищав протягом 11 сезонів. Був одним із найкращих нападників клубу.
1964 року перейшов до команди «Тампіко», де і завершив кар'єру гравця у 1968 році.

## Виступи за збірну
1954 року дебютував в офіційних матчах у складі національної збірної Мексики. Протягом кар'єри у національній команді провів у її формі 8 матчів, за іншими даними — 11 матчів. Плутанина виникла через те, що в один час грало два Рауля Арельяно — «Pina» і "Pecas".
У складі збірної був учасником чемпіонату світу 1954 року у Швейцарії, де зіграв з Бразилією (0-5) і Францією (2-3).

## Особисте життя
Його син і онук також є футболістами. Син Омар відіграв за «Гвадалахару» десять років, а онук, якого також звуть Омар, починав кар'єру в «Гвадалахарі», а з 2019 року грає за клуб «Керетаро». Таким чином, Рауль є початківцем потрійного покоління, яке грало в одній команді в рамках професійної футбольної ліги в Мексиці.
Загинув під колесами автомобіля, водій якого втік з місця події 12 жовтня 1997 року на 63-му році життя у місті Гвадалахара.

## Титули і досягнення
- Переможець Ліги чемпіонів КОНКАКАФ (1):

«Гвадалахара»: 1962
- Чемпіон Мексики (6):

«Гвадалахара»: 1957, 1959, 1960, 1961, 1962, 1964
- Володар Суперкубка Мексики (5):

«Гвадалахара»: 1957, 1959, 1960, 1961, 1964
- Володар кубка Мексики (1):

«Гвадалахара»: 1963